# Нью-Свіден (Мен)
Нью-Свіден (англ. New Sweden) — місто (англ. town) в США, в окрузі Арустук штату Мен. Населення — 577 осіб (2020).

## Демографія
Згідно з переписом 2010 року, у місті мешкали 602 особи в 255 домогосподарствах у складі 182 родин. Було 323 помешкання
Расовий склад населення:
| - 95,5 % — білих - 1,7 % — корінних американців - 0,3 % — чорних або афроамериканців - 0,3 % — азіатів |

До двох чи більше рас належало 2,0 %. Частка іспаномовних становила 0,8 % від усіх жителів.
За віковим діапазоном населення розподілялося таким чином: 19,6 % — особи молодші 18 років, 63,0 % — особи у віці 18—64 років, 17,4 % — особи у віці 65 років та старші. Медіана віку мешканця становила 48,3 року. На 100 осіб жіночої статі у місті припадало 102,0 чоловіків;  на 100 жінок у віці від 18 років та старших — 97,6 чоловіків також старших 18 років.
Середній дохід на одне домашнє господарство  становив 57 203 долари США (медіана — 37 045), а середній дохід на одну сім'ю — 63 089 доларів (медіана — 49 063). Медіана доходів становила 33 523 долари для чоловіків та 31 354 долари для жінок. За межею бідності перебувало 16,6 % осіб, у тому числі 38,8 % дітей у віці до 18 років та 11,2 % осіб у віці 65 років та старших.
Цивільне працевлаштоване населення становило 273 особи. Основні галузі зайнятості: освіта, охорона здоров'я та соціальна допомога — 44,0 %, публічна адміністрація — 10,6 %, науковці, спеціалісти, менеджери — 9,9 %.